# وشم زنگاری
وشم زنگاری (نام علمی: Crypturellus brevirostris) نام یک گونه از سرده دمچه‌پنهان‌ها است.